# TiVulandia 1
TiVulandia 1 è una raccolta di sigle dei cartoni animati del 1994, ristampa su CD della celebre collana omonima degli anni 80.
L'album, pubblicato a distanza di dieci anni esatti dall'ultimo LP conclusivo della serie, è il primo di cinque ristampe (tra il 1994 ed il 2003) delle sigle più famose degli anime giapponesi trasmessi dalle reti Rai e syndication, negli anni ottanta, generando in qualche modo, una sorta di riscoperta e di revival del genere.
La track list non rispecchia la stessa della versione in vinile, ma include molte sigle mai stampate su CD fino a quel momento.
Il CD è stato ristampato nel 2000 come parte della collana Linea Kids dell'etichetta RCA, con l'aggiunta della sigla del cartone di Bryger"
È stata pubblicata anche una versione di questo CD per la Yamato, con copertina diversa ma identica scaletta e numero di catalogo.

## Tracce
1. Sasuke (testo: Riccardo Zara – musica: Riccardo Zara)
2. Yattaman (testo: Riccardo Zara – musica: Riccardo Zara)
3. Chappy (testo: Riccardo Zara – musica: Riccardo Zara)
4. Lulù (testo: Lucio Macchiarella – musica: Mike Fraser, Douglas Meakin)
5. Candy Candy (testo: Lucio Macchiarella – musica: Bruno Tibaldi, Mike Fraser)
6. Il Dr. Slump ed Arale (testo: Lucio Macchiarella – musica: Mike Fraser, Douglas Meakin)
7. Il gatto Doraemon (testo: Cesare de Natale – musica: Guido De Angelis, Maurizio De Angelis)
8. Sampei (testo: Lucio Macchiarella – musica: Mike Fraser, Douglas Meakin)
9. Fan Bernardo (testo: Franco Migliacci – musica: Enrico Zannelli, Luigi "Gino" Peguri)
10. Heidi (versione 1983) (testo: Andrea Wagner, Christian Bruhn, Franco Migliacci – musica: Christian Bruhn)
11. Lancillotto 008 (testo: Lucio Macchiarella – musica: Mike Fraser, Douglas Meakin)
12. Pinocchio, perché no? (testo: Carla Vistarini – musica: Fabio Massimo Cantini, Luigi Lopez)
13. L'ape Magà (testo: Lucio Macchiarella – musica: Vito Cappa)
14. Mysha (testo: Lucio Macchiarella – musica: Mike Fraser, Douglas Meakin)
15. La ballata di Fiorellino (testo: Riccardo Zara – musica: Riccardo Zara)
16. Mimì e le ragazze della pallavolo (testo: Carla Vistarini – musica: Fabio Massimo Cantini, Luigi Lopez)
17. Cyborg i nove supermagnifici (testo: Nico Fidenco – musica: Nico Fidenco)
18. La fantastica Mimì (testo: Carla Vistarini – musica: Fabio Massimo Cantini, Luigi Lopez)
19. Belle et Sebastien (testo: Franco Migliacci – musica: Titine Schijvens)

## Interpreti
- Rocking Horse (4-5-6-8-14)
- I Cavalieri del Re (1-2-3-15)
- Georgia Lepore (16-18)
- Oliver Onions (7)
- Il Mago, la Fata e la Zucca Bacata (9)
- Luigi Lopez con la gang di Pinocchio (12)
- Elisabetta Viviani (10)
- Lino Toffolo (11)
- Coro: "i nostri figli" di Nora Orlandi (13)
- Fabiana (19)
- Nico Fidenco (17)

Cori:
Paola Orlandi, I Piccoli Cantori di Milano diretti da Laura Marcora, I Piccoli Cantori di Nini Comolli.